# SS-Kavallerie-Brigade
De SS-Kavallerie-Brigade was een brigade van de Waffen-SS tijdens de Tweede Wereldoorlog. De brigade ontstond toen SS-Totenkopf-Reiter-Standarte 1 en SS-Totenkopf-Reiter-Standarte 2 werden samengevoegd en onder bevel kwam te staan van de Kommandostab Reichsführer-SS (onderdeel van het SS-Führungshauptamt). Het bevel tot de samenvoeging kwam op 30 augustus 1941 en werd uitgevoerd op 1 september van datzelfde jaar. 
In 1942 werd de brigade uitgebreid tot een divisie en ging het verder onder de naam 8. SS-Kavallerie-Division Florian Geyer.
De brigade stond onder bevel van SS-Standartenführer Hermann Fegelein en had als voornaamste taak het uitvoeren van represailles tegen het verzet.

## Commando[1]
| Rang                | Naam             | Begin           | Eind       | Opmerking |
| ------------------- | ---------------- | --------------- | ---------- | --------- |
| SS-Standartenführer | Hermann Fegelein | 2 augustus 1941 | 1 mei 1942 |           |

## Oorlogsmisdaden
In augustus 1941 nam de brigade deel aan de moorden op de Joodse bevolking in de Prypjatmoerassen, na een order van Heinrich Himmler.
Op 23 augustus 1941 werden in Starobin (Wit-Rusland) 21 burgers vermoord door leden van de brigade als represaille voor een aanval van het verzet.

## Samenstelling
- SS-Kavallerie-Regiment 1
- SS-Kavallerie-Regiment 2
- SS-Radfahr-Aufklärungs-Abteilung
- SS-Artillerie-Abteilung
- SS-Flak-Batterie
- SS-Nachrichten-Kompanie
- SS-Sanitäts-Kompanie
- SS-Veterinär-Kompanie